# Домавија
Антички локалитет Домавија налази се у непосредној близини манастира Сасе код Сребренице, у Републици Српској, Босни и Херцеговини.
Овај локалитет је остатак римске насеобина Домавија (Momavium). Судећи по копији једне римске географске карте из 3. вијека, цeо овај крај око Сребренице се називао Argentaria, што би, слободно преведено, могло да значи Сребреница. Argentaria је, можда други дио пуног израза: метална аргентариа — сребрени рудници, рудници центра. Ријеч Домавиа није међутим латинског поријекла, већ вероватно келтског, што указује да је ово насеље постојало и пре Римљана. Свој пуни процват Домавиа је доживјела у 3. вијеку. Срушили су је Авари и Словени приликом својих многобројних упада на Балкан у 6. вијеку, можда 582, када су срушили и Сирмијум, а можда после смрти цара Маврикија (602. године), који је је био предузео последњу војну експедицију против Словена.
Мозаици античког локалитета Домавија спадају међу најкасније налазе мозаика класичне епохе у Босни и Херцеговини. Поред тога овдје су пронађени и остаци велике јавне бање и зграда општине тј. курија. Мозаици су нађени на остацима зидова бање за које се према сачуваним историјским подацима сматра да је постојала већ 220. године и да је била у употреби до 4. вијека. Биле су то модерне терме са подијељеним мушко-женским одјељењем и по угледу на помпејске терме.
Други мозаик у Домавији је орнаменталног карактера и састоји се од богатог оквира преплета разнобојних квадрата и ромбова унутар којег је квадратно поље са мрежом ромбова и ситних квадратних поља, а у њима су свастике, укрштене дијагонале, чворови, шах поља, четворописне розете и други разноврсни геометријски мотиви. Мозаици у Сасама датирају из 4 вијека.
У апсиди зграде-курије и у остацима купалишта у античкој Домавији пронађени су и фрагменти фреско-украса, углавном сликане имитације разнобојног мермера. На том локалитету сачуван је и већи број фрагмената штукоукраса са вегетабилним мотивима и профилацијом, као и комади профилисаних камених вијенаца и украсних мермерних плоча на којима су исклесани мотиви палмета или ниске бисера (Шево, 2002.).